# Птолемеј I Сотер
Птолемеј I Сотер (367. п. н. е.—283. п. н. е.) је био македонски грчки генерал Александра Македонског, који је основао династију Птолемејида. Владар је Египта (323. п. н. е.—283. п. н. е.), а краљ Египта је од 305. п. н. е. Оснивач је Александријске библиотеке.
Птоломеј I је био син Арсиноје Македонске од њеног мужа Лага или Филипа II Македонског, оца Александра. Међутим, ово последње је мало вероватно и може бити мит измишљен да би се прославила династија Птоломеја. Птоломеј је био један од Александрових најповерљивијих пратилаца и војних официра. Након Александрове смрти 323. п. н. е., Птоломеј је преузео његово тело док је било на путу да буде сахрањено у Македонији, и уместо тога га је сахранио у Мемфису, а касније пренето у Александрију у нову гробницу. Потом се придружио коалицији против Пердике, краљевског регента над Филипом III Македонским. Овај последњи је извршио инвазију на Египат, али су га његови официри убили 320. п. н. е., што је омогућило Птоломеју I да консолидује своју контролу над земљом. После низа ратова између Александрових наследника, Птоломеј је добио право на Јудеју у јужној Сирији, што је било спорно са сиријским краљем Селеуком I. Такође је преузео контролу над Кипром и Киренајком, од којих је последња стављена под контролу Птолемејевог посинка, Мага.

## Младост и каријера
Антички Македонац, Птолемеј је рођен 367. п. н. е. Попут свих македонских племића, тврдио је да води порекло од Херакла, митолошког Грка, оснивача Аргијадске династије који је владао Македонијом у северној Грчкој. Птолемејова мајка је била Арсина од Македоније, и мада његов отац није познат, антички извори га различито описују било као сина Лага, македонског племића, или као нелегитимног сина Филипа  Македонски (мада је могуће да је та тврдња измишљена да би легитимисало његово право да влада, као особа краљевске крви). Очинство потоњег, ако је истинито, учинио би Птолемеја полубратом Александра. Претпоставља се да је мит настао да би се величала Птолемејска династија. Фенеалошки ланци сачувани у бројним државним документима, наводе Птолемеја представљеног као директног крвног сродника краљева Аргеада. Сатир Перипатетик je пратио патрилинеарно наслеђе директно преко македонских краљева, уназад до Херакла.
Птоломеј је служио са Александром од његових првих похода и био је међу седам Александрових соматофилака (телохранитеља). Играо је главну улогу у каснијим кампањама у Авганистану и Индији. Он је учествовао у бици код Иса, командујући трупама на левом крилу под влашћу Пармениона. Касније је пратио Александра током његовог путовања у Пророчиште у оази Сива где је проглашен за Зевсовог сина. Птоломеј је имао своју прву самосталну команду током похода против побуњеног Беса кога су његови чувари ухватили и предали Птоломеју, који га је потом предао Александру на погубљење.

## Александров пријатељ
Био је син македонског племића и Александров пријатељ још од детињства. Постаје један од највернијих генерала Александра Македонског и његов телохранитељ.
Са Александром је од првих похода, а у походима у Авганистану и Индији имао је значајну улогу.

## Један од наследника (дијадоха)
Кад је умро Александар Македонски 323. п. н. е., за Птоломеја се каже да је подстакао насељавање царства у Вавилону. Поделом Вавилона, постављен је за сатрапа Египта, под номиналним краљевима Филипом III и новорођенчетом Александром IV; бивши сатрап, Грк Клеомен, остао је као његов заменик. Птоломеј је брзо кренуо, без овлашћења, да потчини Киренајку.
Главни регент царства Пердика почиње сумњати у Птолемејеве намере. По македонским обичајима, онај ко сахрани краља полаже право да му буде наследник. Вероватно зато што је желео да спречи Пердику, царског регента, да на овај начин оствари своје право, Птоломеј је уложио велике напоре у стицање тела Александра Великог. На самрти, Александар је пожелео да буде сахрањен у храму Зевса Амона у оази Сива у древној Либији уместо у краљевским гробницама Егаја у Македонији. Међутим, његови наследници, укључујући Пердику, уместо тога су покушали да сахране његово тело у Македонији. Крајем 322. п. н. е. или почетком 321. п. н. е., Александрово тело је било у Сирији, на путу за Македонију, када га је запленио Птоломеј I. Александрове остатке је донео назад у Египат, сахранивши их у Мемфису, али су касније пренети у Александрију, где је за њих је саграђена гробница.
Ствара се коалиција против Пердике, у којој су Антипатер, Антигона, Лизимах и Кратер, а Птолемеј им се придружује. Пердика врши инвазију Египта, али већ у првој бици доживљава пораз и губи 2.000 војника. Подређени официри убијају Пердику. Птолемеју нуде положај регента, што он одбија.
Нови регент Антипатер потврђује Птолемеју положај сатрапа у Египту. Њему је било битно да очува Египат као сигуран посед, а ако може да онда осигура контролу над околним подручјима: Кипром, јужном Сиријом са Јудејом и Киренаиком. Осваја Кипар 318. п. н. е.

## Борбе против Антигона
Када је Антигон овладао великим делом Азије Птолемеј се удружује 315. п. н. е. са Лизимахом, Селеуком и Касандром против Антигона. Птолемеј губи Сирију. Повратио је Кипар под своју власт 313. п. н. е. У бици код Газе 312. п. н. е. Птолемеј и Селеук побеђују Антигоновог сина Деметрија Полиоркета. Птолемеј тиме осваја Сирију, али за неколико месеци је напушта када Деметрије Полиоркет побеђује Птолемејевог генерала. Успоставља се мир 311. п. н. е. У Македонији убијају сина Александра Македонског, Александра IV. Тиме сатрапија Египат остаје дефинитивно у Птолемејеву власништву.
Рат се наставља 310. п. н. е. Птолемеј осваја неке обалске градове Ликије и Карије од Антигона. У Грчкој осваја Коринт, Сикион и Мегару 308. п. н. е.
Деметрије Полиоркет напада Кипар 306. п. н. е. и побеђује Птолемејовог брата у бици код Саламине на Кипру 306. п. н. е. Птолемеј тиме губи Кипар.
Антигон неуспешно покушава са инвазијом Египта 306. п. н. е. После тога Птолемеј више не изводи походе против Антигона, сем велике помоћи, коју шаље опседнутом Родосу (305—304. п. н. е.). На Родосу одржавају свечаности, којима славе Птолемеја као Сотера ("спасиоца").
Поново се прави коалиција против Антигона 302. п. н. е. и Птолемеј улази у коалицију и врши инвазију Сирије, док је Антигон био заузет борбама са Лизимахом у Малој Азији. Кад је чуо да је Антигон победио у једној бици Птолемеј напушта Сирију. Али на вест да су Лизимах и Селеук победили и погубили Антигона у бици код Ипса 301. п. н. е., Птолемеј окупира Сирију по четврти пут.

## После битке код Ипса
Други чланови коалиције против Антигона додељују Сирију Селеуку, а следећих сто година питање власти над Јудејом производило је сталне ратове Селеукида и Птолемејида. Птолемеј је изгубио оно што је имао у Грчкој, али поново заузима Кипар 295/294. п. н. е. Киренаику после неколико устанака подвргава око 300. п. н. е.

## Последње године живота
Птолемеј абдицира 285. п. н. е. у корист Птолемеја II, једног од својих млађих синова. Његов најстарији син бежи код Лизимаха, па онда код Селеука.
Птолемеј Сотер умире 283. п. н. е. Оснивач је Александријске библиотеке 288. п. н. е. Он сам је писао историју Александрових ратовања, да би нагласио свој значај. Те књиге се нису сачувале.